# L'ultimo eroe del West
L'ultimo eroe del West (Scandalous John) è un film statunitense del 1971 diretto da Robert Butler.
È una commedia western della Disney basata sul romanzo Scandalous John di Richard Gardner con protagonisti Brian Keith, Alfonso Arau e Michele Carey.

## Trama
Il vecchio John McCanless era una volta un pistolero ed è diventato poi un irritabile allevatore. Egli crede ancora fermamente ai valori del vecchio West, una convinzione per lui quasi donchisciottesca. Quando c'è un piano per costruire una diga che interesserà la sua proprietà, John si oppone tenacemente al progetto, non avendo alcuna intenzione di vendere la sua terra e combattendo fino alla fine, se necessario.

## Produzione
Il film, diretto da Robert Butler su una sceneggiatura di Bill Walsh e Don DaGradi con il soggetto di Richard Gardner (autore del romanzo), fu prodotto da Bill Walsh per la Walt Disney Productions e girato nel Nuovo Messico, in Arizona e nel Dakota del Sud

## Distribuzione
Il film fu distribuito negli Stati Uniti dal 22 giugno 1971 al cinema dalla Buena Vista Distribution Company. È stato poi pubblicato in DVD negli Stati Uniti dalla Buena Vista Home Entertainment nel 2009.
Alcune delle uscite internazionali sono state:
- in Svezia il 14 febbraio 1972
- in Germania il 25 gennaio 1996 (Cowboy John - Der letzte Held im Wilden Westen, in prima TV)
- in Spagna (Don Quijote del Oeste)
- in Finlandia (Erakko-John)
- in Italia (L'ultimo eroe del West)

## Promozione
La tagline è: "McCanless - the one cowpoke crazy enough to fight the windmills of change!".

## Critica
Secondo il Morandini "il ritratto del personaggio non manca di garbo e di allegria anche se la dose di patetismo è eccessiva".